# 三沢市立おおぞら小学校
三沢市立おおぞら小学校（みさわしりつ おおぞらしょうがっこう）は、青森県三沢市大字三沢にある公立小学校。

## 概要
- 本校は、三沢市北部地区の児童数減少により、複式学級が増え、スポーツなどのチーム競技ができなくなり、教育環境の充実を図るため、根井・六川目・織笠・谷地頭の各小学校を統合して設立された学校である。

## 沿革
- 2004年（平成16年）2月 - 校名を『おおぞら小学校』と決定[1]。
- 2005年（平成17年）
  - 2月8日 - 建設予定地で、安全祈願祭が執り行われ、建設工事開始[1]。
  - 11月25日 - 校歌『つばさ』の完成発表会が行われる[1]。
- 2006年（平成18年）
  - 4月1日 - 開校。
  - 4月7日 - 開校式挙行。校旗も制定。同日、第1回入学式挙行。最初の新入生は22名。この22名を含め、全校児童136名で、スタートを切った[1]。
  - 10月22日 - 落成記念式典挙行[1]。
- 2015年（平成27年）11月14日 - 『三沢市立おおぞら小学校 創立10周年をお祝いする会』が行われた[2]。

## 学区
出典
- 三沢市
  - 細谷（1丁目～4丁目）
  - 六川目（1丁目～8丁目）
  - 織笠（1丁目～4丁目）
  - 塩釜（1丁目～4丁目）
  - 砂森（1丁目・2丁目）
  - 高野沢（1丁目・2丁目）
  - 富崎（1丁目・2丁目）
  - 谷地頭（1丁目～4丁目）
  - 八幡（1丁目・2丁目）
  - 越下（1丁目）
  - 根井（1丁目・2丁目）
  - 朝日（1丁目・2丁目）
  - 新森（1丁目・2丁目）
  - 金糞平（庭構）
  - 大字三沢字庭構
  - 大字三沢字戸崎
  - 大字三沢字浜通（一部）
  - 大字三沢字淋代平（一部）
  - 天ヶ森
  - 早稲田

## アクセス
- 三沢市コミュニティバス北浜・北浜木崎野線「新森入口」バス停下車後、徒歩約85m・約1分。
- 青い森鉄道三沢駅から車で約17.2km・約30分。
- 三沢市役所から車で約14.6km・約25分。

## 周辺
- 三沢市立第三中学校 - 主な進学先で、敷地が隣接している。また、通学区域も同一である。
- 国道338号
- 三沢市織笠児童館
- ふるさとはまなす公園（一般財団法人三沢市公園緑化公社が整備管理する三沢市地区公園）
- 太平洋

## 参考資料
- 『東奥日報』2006年（平成18年）4月8日付朝刊23面「新しい友達と仲良く 統合の2校開校式」記事。